# Deeper Than Rap (album)
Deeper Than Rap este al treilea album al lui Rick Ross. A fost lansat pe data de 21 aprilie 2009 și este primul album scos în colaborare cu noua sa casă de producție, Maybach Music Group.

## Vânzări
Acest album a fost distribuit în 158,000 de unitatăți în prima săptămână de la lansare, înregistrand o scădere a vânzărilor. În comparație, albumul Trilla a fost vândut în 198,000 de copii după prima săptămână. Însă albumul a primit din partea RIAA discul de platină, după ce albumul a înregistrat 1,012,485 de copii vândute .

## Ordinea pieselor
| #  | Titlu               | Producător(i)         | Invitat(ți)                 | Durată |
| -- | ------------------- | --------------------- | --------------------------- | ------ |
| 1  | "Mafia Music"       | The Inkredibles       |                             | 4:16   |
| 2  | "Maybach Music 2"   | J.U.S.T.I.C.E. League | T-Pain Lil Wayne Kanye West | 4:59   |
| 3  | "Magnificent"       | J.U.S.T.I.C.E. League | John Legend                 | 4:17   |
| 4  | "Yacht Club"        | J.U.S.T.I.C.E. League | Magazeen                    | 5:14   |
| 5  | "Usual Suspects"    | The Inkredibles       | Nas                         | 5:14   |
| 6  | "All I Really Want" | Tricky Stewart        | The-Dream                   | 4:16   |
| 7  | "Rich Off Cocaine"  | J.U.S.T.I.C.E. League | Avery Storm                 | 4:25   |
| 8  | "Lay Back"          | The Runners           | Robin Thicke                | 4:02   |
| 9  | "Murda Mami"        | Bigg D                | Foxy Brown                  | 3:34   |
| 10 | "Gunplay"           | The Inkredibles       | Gunplay                     | 3:34   |
| 11 | "Bossy Lady"        | The Runners           | Ne-Yo                       | 3:53   |
| 12 | "Face"              | Drumma Boy            | Trina                       | 3:14   |
| 13 | "Valley of Death"   | DJ Toomp              |                             | 3:54   |
| 14 | "In Cold Blood"     | The Runners           |                             | 3:05   |
| *  | "Cigar Music"       | Bink!                 | Masspike Miles              | 3:53   |

## Sample-uri
| #           | Piesă              | Cântecul original             | Artist        |
| ----------- | ------------------ | ----------------------------- | ------------- |
| 2           | "Maybach Music 2"  | "Time Is the Teacher"         | Dexter Wansel |
| 3           | "Magnificent"      | "Gotta Make It Up to You"     | Angela Bofill |
| 4           | "Yacht Club"       | "El Jardia"                   | Johnny Pate   |
| 5           | "Usual Suspects"   | "Dead Presidents II"          | Jay-Z         |
| 7           | "Rich Off Cocaine" | "Color Her Sunshine"          | Willie Hutch  |
| 13          | "Valley of Death"  | "I'm So Blue and You Are Too" | Barry White   |
| Bonus Track | "Cigar Music"      | "Don't Ask My Neighbor"       | Ahmad Jamal   |

## Debutul în topuri

### Single-uri
| An   | Cântec            | Poziția în top | Poziția în top | Poziția în top |
| An   | Cântec            | US Hot         | US R&B         | US Rap         |
| ---- | ----------------- | -------------- | -------------- | -------------- |
| 2009 | "Magnificent"     | 62             | 7              | 5              |
| 2009 | "Maybach Music 2" | 92             | 56             | —              |

### Album
| Perioada    | Billboard 200 | Vânzări    | Vânzări |
| Perioada    | Billboard 200 | Săptămânal | Cumulat |
| ----------- | ------------- | ---------- | ------- |
| Săptămâna 1 | 1             | 158,000    | 158,000 |
| Săptămâna 2 | 4             | 51,000     | 209,000 |
| Săptămâna 3 | 8             | 35,000     | 244,000 |
| Săptămâna 4 | 9             | 26,000     | 270,000 |
| Săptămâna 5 | 22            | 20,000     | 290,000 |
| Săptămâna 6 | 31            | 13,500     | 303,500 |